# Château du Tournel
Le château du Tournel est un château féodal situé sur la commune française de Saint-Julien-du-Tournel dans le département de la Lozère. Ancien siège des barons du Tournel, l'une des huit baronnies du Gévaudan, il fut détruit lors des guerres de Religion par les troupes huguenotes de Matthieu Merle.

## Localisation

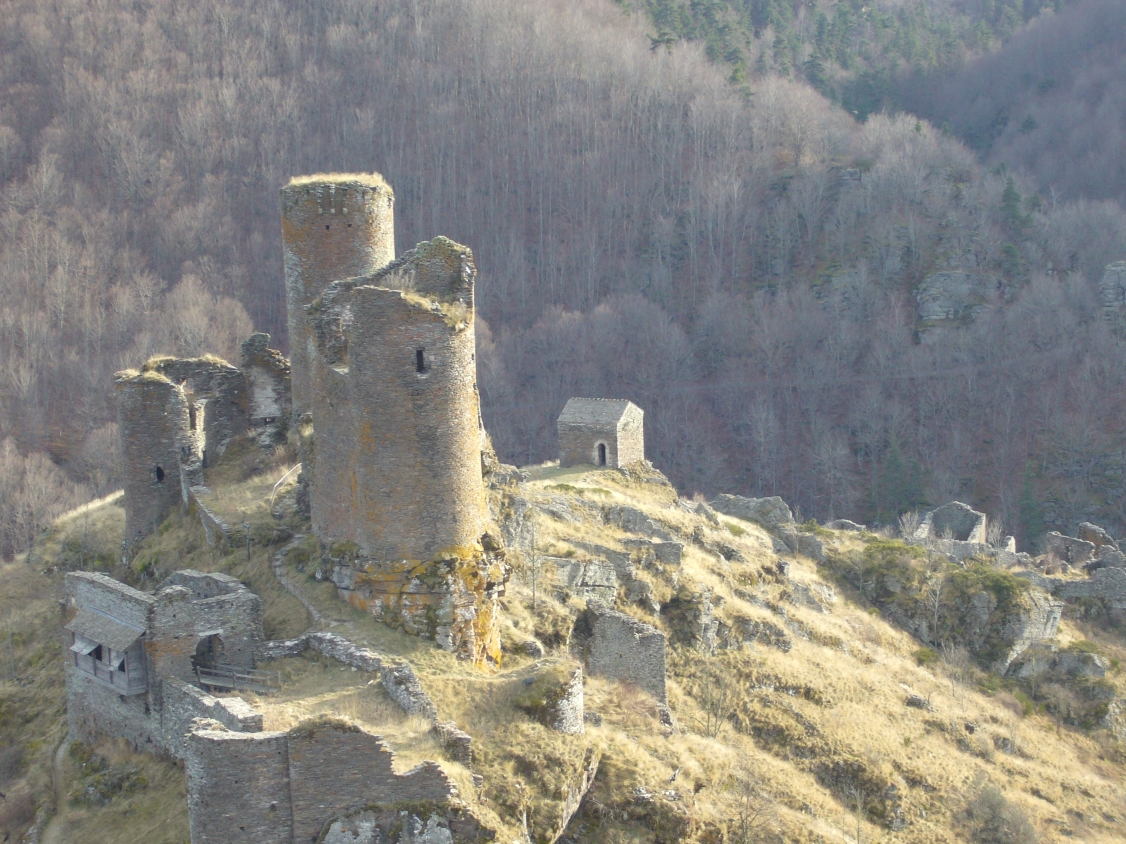
Vue générale du château.

Le château est situé sur un éperon rocheux qui domine la haute vallée du Lot. Désormais rattaché à la commune de Saint-Julien-du-Tournel il est à une position stratégique, compte tenu des possessions de la famille du Tournel. Depuis ses tours on aperçoit aisément le mont Lozère, point culminant de la région.
Le château, dont une partie des vestiges remontent au XIIe siècle protégeait un village — non fortifié — occupé jusqu'au début du XXe siècle.

## Historique

Les armes des barons du Tournel.

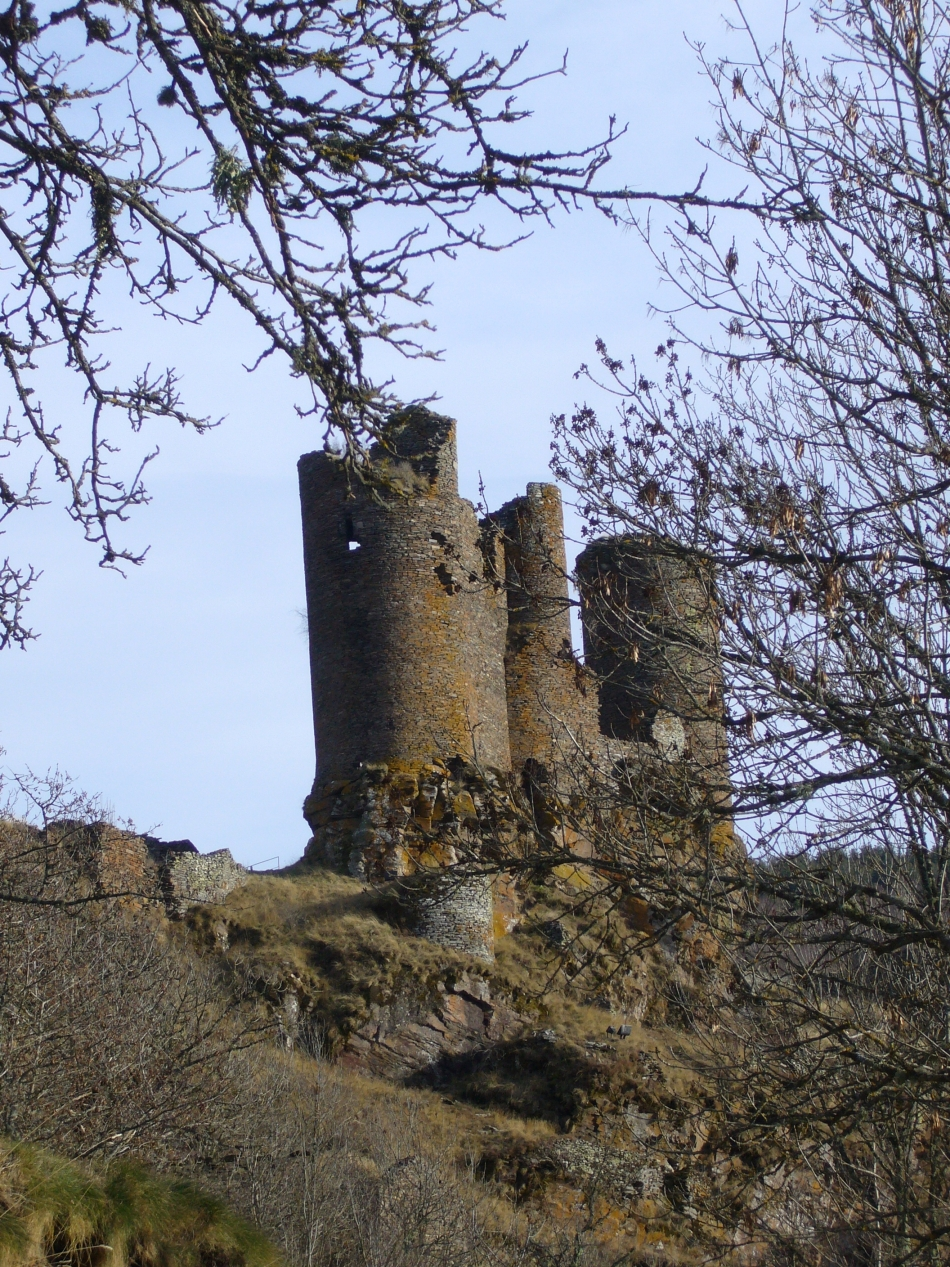
Vue depuis le village du Tournel.

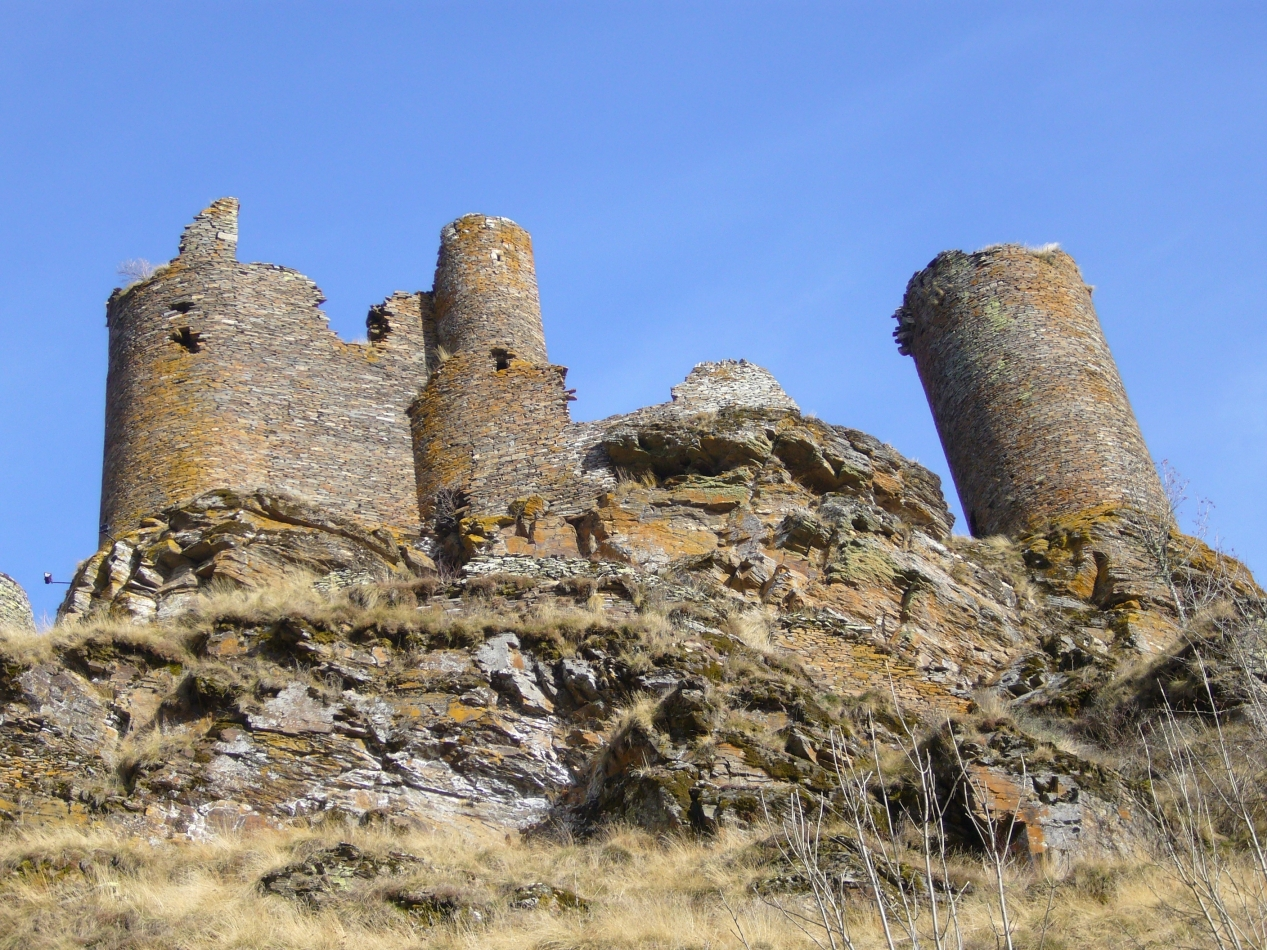
Vue par en dessous.

Avant le XIIIe siècle, la famille du Tournel se désigne plus comme seigneur que comme baron. C'est à cette période que se bâtit le château. À l'époque, la baronnie est décomposée en cinq mandements : Tournel, Chapieu, Montialoux, Montmirat et Montfort. Le château du Tournel est donc la pièce majeure et centrale des possessions qui s'étendent du mont Lozère jusqu'à Mende en suivant la vallée du Lot, ainsi que dans le Valdonnez (vallée de la Nize et du Bramont).
Les fortifications du château de Chapieu (sur le mont Mimat, au-dessus de Mende) seront consolidées par l'évêque Aldebert III du Tournel, fils de Odilon-Guérin Ier, baron du Tournel. Il semble que ce soit à Chapieu qu'était établie la famille avant le XIIIe siècle (le nom du Tournel ayant été rajouté a posteriori pour Aldebert), puisqu'on retrouve facilement le nom de Capio (pour Chapieu) au XIIe siècle, comme le porte la trobairitz Iseut de Capio. La famille prend donc le nom de Tournel vers 1215, la première mention du nom est faite en 1219 dans un hommage d'Odilon-Guérin à l'évêque Guillaume IV de Peyre. C'est donc, semble-t-il, à cette date que la famille aurait investi le château du Tournel.
Cependant, vers 1307, la famille a décidé de s'éloigner du château de défense, lui préférant le confort du château du Boy dans le Valdonnez.
Le site est réputé comme étant imprenable, et sera donc une solution de repli très importante pour la famille lors des diverses guerres et querelles qui rythment la vie du Gévaudan médiéval. Cependant, au début de la guerre de Cent Ans, les Tournel songent plus à fortifier grandement le château du Boy, plutôt que de retourner au Tournel. S'ensuivent les différentes guerres de Religion, durant lesquelles le château sera détruit une première fois vers 1500. Il subira ensuite les affres des troupes huguenotes de Matthieu Merle, mais pourra être libéré à l'arrivée du baron depuis le mandement du Boy. Il sera ensuite complètement abandonné, sans jamais pouvoir être restauré.
Il est cependant entretenu depuis le XXe siècle, grâce à des consolidations, et peut être suivi à l'aide d'un sentier d'interprétation. La commune nouvelle de Mont Lozère et Goulet a acquis (décembre 2018) le site en vue de sa consolidation et de sa valorisation,.

## Description
Du temps où il était habité, il fallait franchir sept portes avant de pouvoir pénétrer dans le château. Certains passages entre deux portes étaient proches de la falaise qui domine le Lot, ce qui en faisait un lieu de défense privilégié.
Le château était lui composé de six tours. Le donjon habitable (XIIIe siècle) conserve des traces d'un crépi décoré de rosaces, non loin des latrines. La chapelle était dédiée à saint Pierre.

## Le château dans les arts
Le château du Tournel apparaît comme pochette du disque « Le chant de la libération (le chant des partisans) / le temps des cerises » sortie par Yves Montand en 1955,.
Le château est également visible au cinéma dans le film de Coline Serreau « Saint-Jacques… La Mecque ».
Enfin, la saison 1 de la série télévisée Hero Corp place l'action principale dans le département de la Lozère. Le château du Tournel est alors investi comme résidence du méchant, « The Lord ».